# Saint-Yon
Saint-Yon – miejscowość i gmina we Francji, w regionie Île-de-France, w departamencie Essonne. Nazwa miejscowości pochodzi od imienia św. Joniusza (jest to zlatynizowana, średniowieczna forma imienia Jonasz).
Według danych na rok 1990 gminę zamieszkiwało 770 osób, a gęstość zaludnienia wynosiła 165 osób/km² (wśród 1287 gmin regionu Île-de-France Saint-Yon plasuje się na 693. miejscu pod względem liczby ludności, natomiast pod względem powierzchni na miejscu 703.).